# Strato di Huxley
Nell'anatomia umana, lo strato di Huxley è una componente della guaina epiteliale interna del follicolo pilifero.

## Anatomia
Si tratta di uno dei 3 strati della guaina interna (le altre due sono lo strato di Henle e la cuticola), le sue cellule rispetto agli altri strati vicini cheratinizzano per ultime.

## Storia
Il nome lo si deve all'inglese Thomas Henry Huxley (1825 -1895)